# Johann Gottlob Nathusius

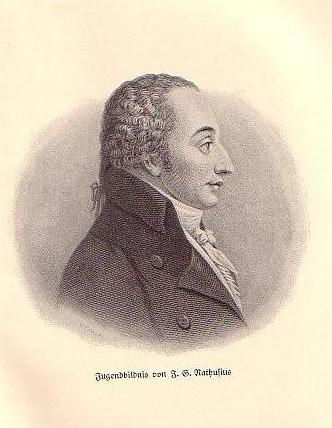
Johann Gottlob Nathusius als junger Mann, Stich

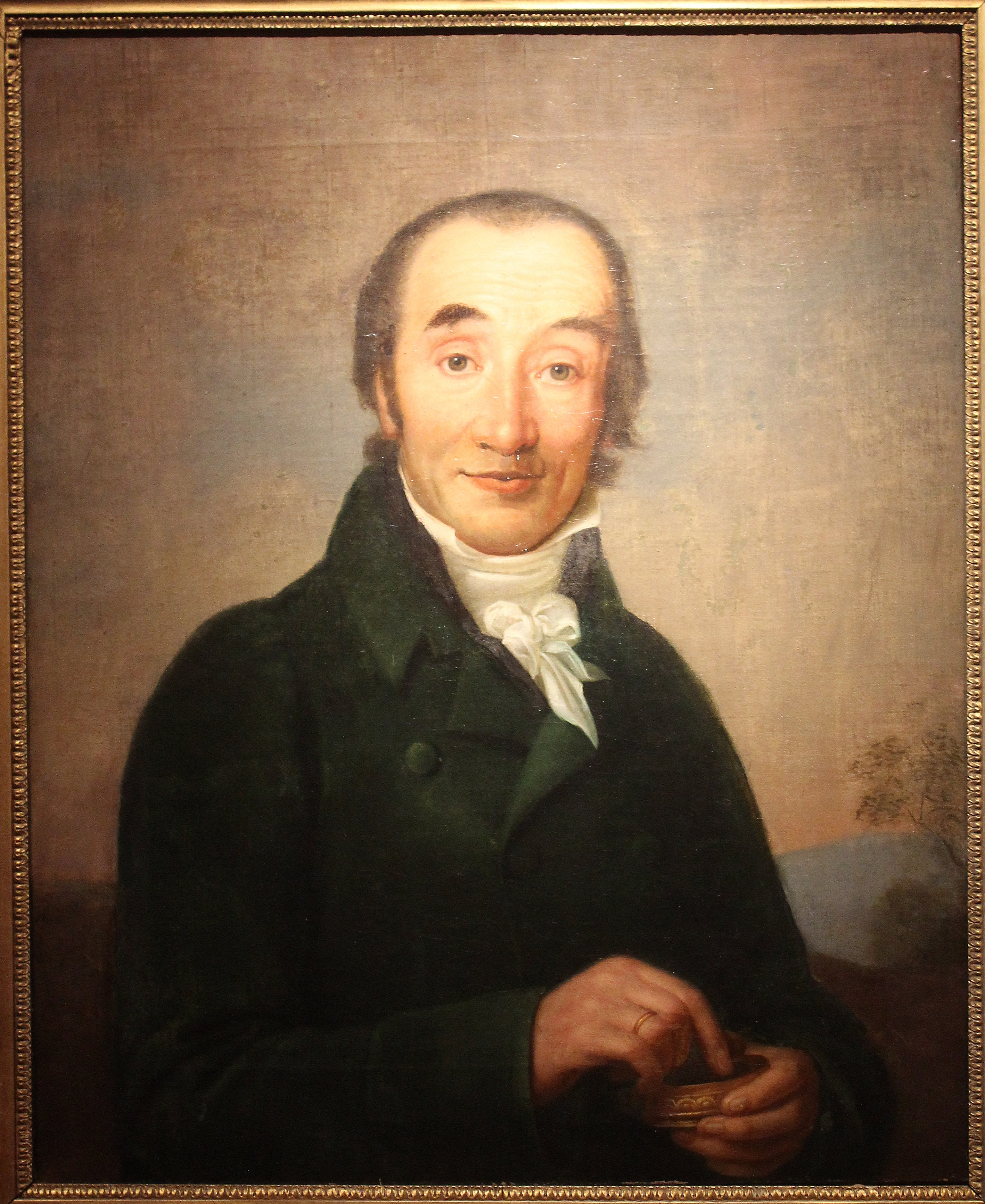
Johann Gottlob Nathusius, der Tabakfabrikant mit einer Tabaksdose in der Hand; Ölgemälde von Johann Friedrich Hesse, Museum Haldensleben

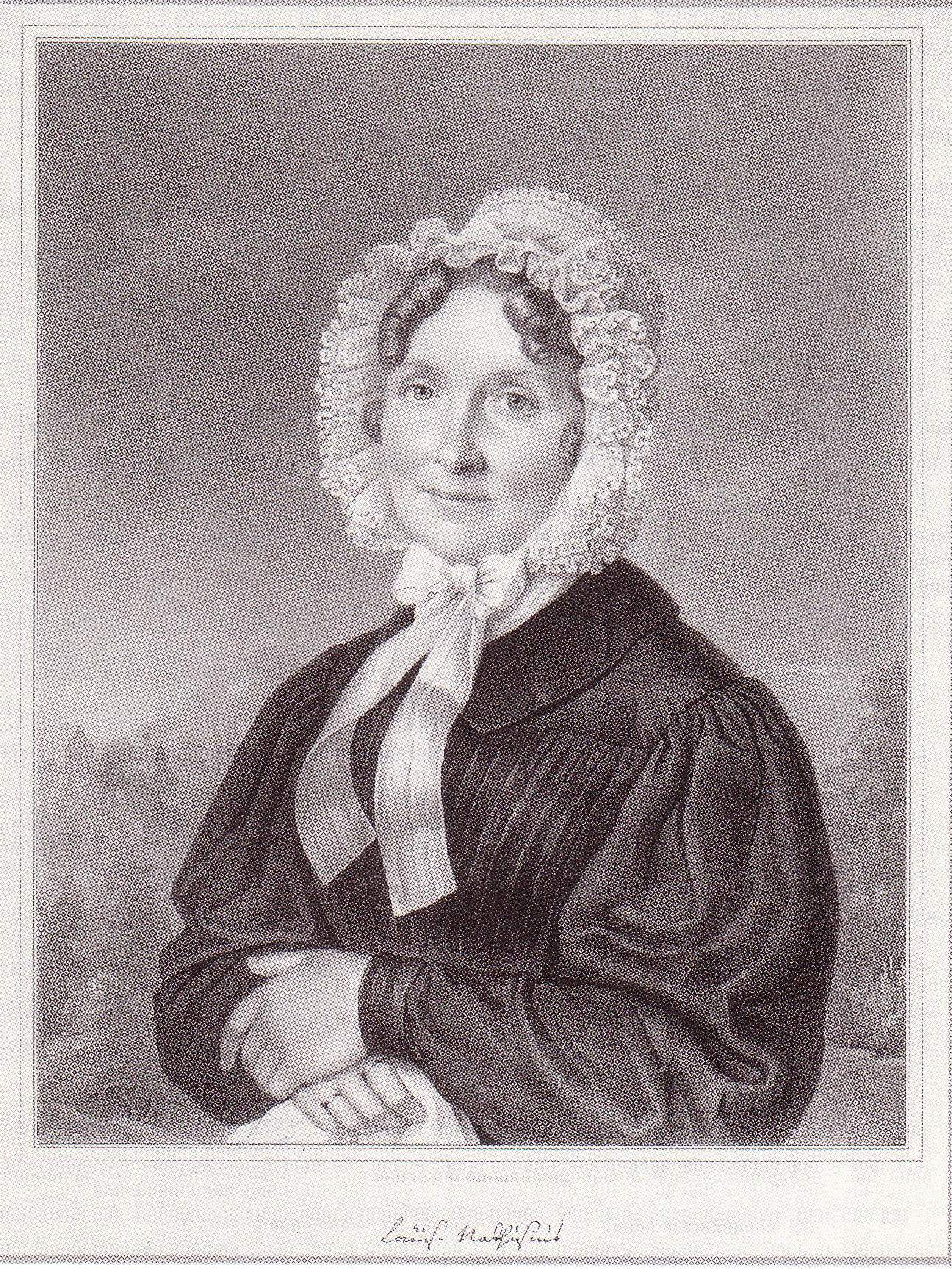
Luise Nathusius, geb. Engelhard, Ehefrau von Johann Gottlob Nathusius

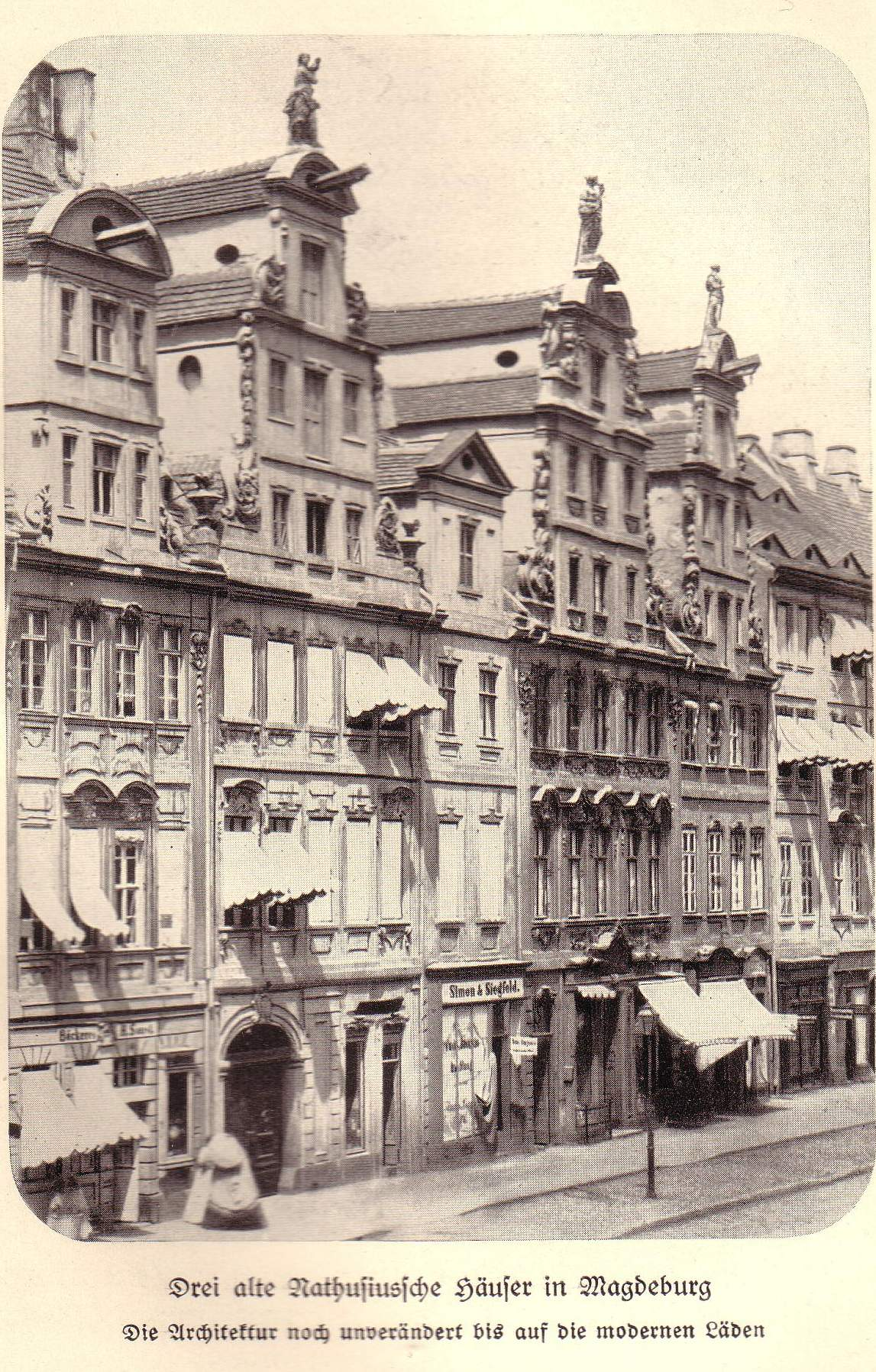
Magdeburg, Wohn- und Handelshäuser im Breiten Weg 175/177, Aufnahme von ca. 1900, im Zweiten Weltkrieg zerstört. In den mittleren drei Häusern befanden sich die Wohnräume und die erste Zigarrenfabrik des Johann Gottlob Nathusius in seiner Magdeburger Zeit

Johann Gottlob Nathusius (* 30. April 1760 in Baruth/Mark; † 23. Juli 1835 in Althaldensleben) war ein deutscher Kaufmann, Unternehmer und Großgrundbesitzer.

## Leben

### Ausbildung
Nathusius wurde als Sohn eines Steuereinnehmers im Kurfürstentum Sachsen geboren, seine Vorfahren lebten in der Ober- und Niederlausitz. Ab 1774 absolvierte er eine kaufmännische Lehre in Berlin. Ein Studium war ihm aus finanziellen Gründen nicht möglich. Er las jedoch volkswirtschaftliche Fachliteratur. Nach dem Abschluss der Lehre 1780 wurde er zunächst als Handlungsdiener tätig, bevor er vier Jahre später eine Anstellung als Buchhalter im Magdeburger Handelshaus Sengewald fand.

### Unternehmen
Nach dem Tode Sengewalds 1785 übernahm er zusammen mit Johann Wilhelm Richter das Unternehmen, welches nun unter der Bezeichnung Richter & Nathusius firmierte.
Das mit dem Regierungsantritt Friedrich Wilhelms II. fallende staatliche Tabakmonopol nutzte Nathusius so, dass er mit seiner Tabakproduktion schließlich den preußischen Staat beherrschte. Bereits 1787 beschäftigte die von ihm begründete Tabakfabrik 60 Arbeiter. Als das Monopol zeitweise wieder eingeführt wurde, war er der erste Generalfabrikdirektor.
Im Jahre 1801 arbeiteten bei Nathusius, der zum vermögendsten Bürger Magdeburgs geworden war, 300 Arbeitnehmer. Nathusius führte in dieser Zeit auch den Anbau der Zichorie, die als Kaffeeersatz diente, ein. Hieraus entwickelte sich ein für die Region zeitweise sehr bedeutender Industriezweig.
Nach seiner Heirat 1809 erwarb er 1810 zunächst das säkularisierte Klostergut Althaldensleben und ein Jahr später das Barockschloss Hundisburg. Deutlich später erwarb er weitere Güter in Königsborn und Meyendorf. Die erworbenen Güter nutzte Nathusius zum Anbau landwirtschaftlicher Produkte, die er dann mit eigenen Unternehmen weiter verarbeitete.
Nathusius gründete den ersten Industriekonzern Deutschlands, der aus mehr als dreißig Gewerbebetrieben bestand – darunter die Handelsgärtnerei zu Althaldensleben, Getreide- und Ölmühlen, eine Nudelfabrik, eine Brennerei, eine Stärkefabrik, Obstwein- und Essigfabriken, eine Rübenzuckerfabrik sowie eine Brauerei, Ziegeleien und Steinbrüche, eine Steingutmanufaktur, die Porzellanfabrik Nathusius sowie eine Maschinenfabrik in Hundisburg. Die von ihm initiierten Strukturveränderungen in und um Haldensleben entwickelten den Großraum von einer Agrar- zu einer Industrieregion.

### Politisches Wirken
Während des Bestehens des Königreichs Westphalen vertrat er das neu gebildete Departement der Elbe in den Reichsständen in Kassel.
Nach der Niederlage Napoleons trat Nathusius für politische und wirtschaftliche Reformen ein und gehörte zur bürgerlichen Opposition. Er war Mitglied des Provinziallandtags der Provinz Sachsen.

### Gartenbau
Neben seiner wirtschaftlichen Tätigkeit widmete er sich auch dem Gartenbau und ließ große Gärten nach internationalem Vorbild anlegen. Ein Garten entstand in Magdeburg-Werder. Einen großen Landschaftspark im englischen Stil ließ er zwischen Hundisburg und Althaldensleben anlegen. In Althaldensleben entstand auf seine Veranlassung hin eine Doppelkirche.

### Familie
Johann Gottlob Nathusius heiratete im Februar 1809 Luise Wilhelmine Engelhard (1787–1875), eine Tochter des kurhessischen Direktors des Kasseler Kriegskollegiums, Johann Philipp Engelhard und der bedeutenden Dichterin Philippine Engelhard, geborene Gatterer (1756–1831). Das Ehepaar  hatte acht Kinder: Hermann (1809–1879), Luise (1811–1891), Gottlob Engelhard (1813–1829), Philipp (1815–1872), August (1818–1884), Wilhelm (1821–1899), Heinrich (1824–1890) und Johanne (1828–1885).

## Nathusius in der Literatur
Das Wirken Nathusius’ fand Eingang in die Werke mehrerer bekannter Dichter und Schriftsteller: bei Johann Wolfgang Goethe in „Wilhelm Meister“, bei Karl Immermann in „Die Epigonen“ und bei Clemens Brentano in „Kommanditchen“. In dem Familienroman Grüne Ranken um alte Bilder von Gabriele Reuter wird sein Leben und Wirken in Kürze beschrieben.

## Auszeichnungen und Ehrungen
Johann Gottlob Nathusius sollte aufgrund seiner Verdienste um die Entwicklung der Landwirtschaft, des Handels und der Industrie in den Adelsstand gehoben werden; er lehnte dies jedoch nach der Familienüberlieferung mit der trockenen Bemerkung ab: „Besser, man zeichnet sich aus, als dass man sich auszeichnen läßt“. 1840 und 1861 wurden dann seine Söhne in den Adelsstand erhoben. Nathusius war Träger des Eisernen Kreuzes am weißen Bande und des roten Adler-Ordens 3. Klasse mit Schleife.
Die Stadt Magdeburg hat ihm zu Ehren eine Straße (Johann-Gottlob-Nathusius-Ring) benannt. Auch in Haldensleben gibt es eine Johann-Gottlob-Nathusius-Straße.

## Werke
- Selbstaufgesetzte Jugendgeschichte, liegt vor als: Johann Gottlob Nathusius. Selbstaufgesetzte Jugendgeschichte. Mit seinen mündlichen Erzählungen und documentierten Taten durchzogen. Als Manuskript gedruckt. Druck von G. Gasse, Quedlinburg, o. J.